# Alice (phim truyền hình)
Alice (tiếng Hàn: 앨리스; Romaja: Aelliseu) là một bộ phim truyền hình Hàn Quốc năm 2020, với sự tham gia của Kim Hee-sun và Joo Won. Phim khởi chiếu trên SBS vào ngày 28 tháng 8 năm 2020, phát sóng vào thứ Sáu và thứ Bảy hàng tuần lúc 22:00 (KST). Nó được mô tả là "một bộ phim khoa học viễn tưởng nhân văn kể về chuyến du hành thời gian kỳ diệu của một người phụ nữ có diện mạo giống với một người mẹ đã khuất và một người đàn ông vô cảm".

## Nội dung
Park Jin-gyeom (Joo Won) là một cảnh sát được sinh ra không có khả năng cảm xúc. Trong khi cố gắng giải quyết các vụ án bí ẩn, anh trở thành người đầu tiên tìm ra những người du hành thời gian đến từ tương lai thông qua một tổ chức có tên "Alice". Giữa lúc anh đang đấu tranh để chống lại những tình huống khó khăn xảy ra do sự tồn tại của "Alice", anh có cuộc hội ngộ định mệnh với Yoon Tae-yi (Kim Hee-sun), một người phụ nữ giống Mẹ anh và bị bắn chết vào năm 2010.
Yoon Tae-yi là một nhà vật lý thiên tài, người nắm giữ chìa khóa để khám phá bí mật của du hành thời gian. Sau khi gặp gỡ với Park Jin-gyeom, người cho rằng họ gặp nhau do định mệnh, Yoon Tae-yi đã cùng anh khám phá những bí mật. Trong quá trình này, cô đã khám phá ra bí mật của riêng mình.

## Diễn viên

### Diễn viên chính
- Kim Hee-sun vai Yoon Tae-yi / Park Sun-young
- Joo Won vai Park Jin-gyeom

### Diễn viên phụ
- Kwak Si-yang[6] vai Yoo Min-hyeok
- Lee Da-in vai Kim Do-yeon
- Kim Sang-ho vai Go Hyeon-seok
- Choi Won-young[7] vai Seok Oh-won

#### Đồn cảnh sát
- Lee Jae-yoon vai Kim Dong-ho
- Jung Wook vai Ha Yong-seok
- Jihyuk[8] vai Hong Jeong-wook
- Choi Hong-il vai Yoon Jong-soo

#### Nhân viên tổ chức Alice
- Kim Kyung-nam vai Ki Cheol-am
- Hwang Seung-eon vai Oh Shi-yeong
- Yang Ji-il vai Choi Seung-pyo
- Nam Kyung vai Jung Hye-soo

#### Những người xung quanh Yoon Tae-yi
- Choi Jung-woo vai Tae-yi's father
- Oh Young-shil vai Tae-yi's mother
- Yeonwoo vai Yoon Tae-yeon

### Khác
- Oh Yeon-ah
- Lee Jung-hyun vai Yang Hong-seop
- Park In-soo vai Lee Se-hoon
- Yoon Joo-man vai Joo Hae-min
- Bae Hae-sun[9] vai Kim In-sook
- Min Jun-ho vai Kim Jeong-bae
- Lee Su-woong vai Jung Ki-hoon

## Sản xuất
Đây là vai diễn đầu tiên của nam diễn viên Joo Won kể từ khi anh xuất ngũ vào ngày 5 tháng 2 năm 2019.
Vào ngày 31 tháng 7 năm 2020, SBS đã công bố những bức ảnh từ buổi đọc kịch bản đầu tiên của bộ phim với sự tham gia của dàn diễn viên và đoàn làm phim.

## Nhạc phim

### Phần 1
| Phát hành vào ngày 28 tháng 8 năm 2020 | Phát hành vào ngày 28 tháng 8 năm 2020 | Phát hành vào ngày 28 tháng 8 năm 2020 | Phát hành vào ngày 28 tháng 8 năm 2020 | Phát hành vào ngày 28 tháng 8 năm 2020 | Phát hành vào ngày 28 tháng 8 năm 2020 |
| STT                                    | Nhan đề                                | Phổ lời                                | Phổ nhạc                               | Nghệ sĩ                                | Thời lượng                             |
| -------------------------------------- | -------------------------------------- | -------------------------------------- | -------------------------------------- | -------------------------------------- | -------------------------------------- |
| 1.                                     | "Secret"                               | Park Se-joon, Park Ye-seo, ISHXRK      | Park Se-joon, Woo Ji-hoon              | Yuju (GFriend) ft. ISHXRK              | 3:52                                   |
| 2.                                     | "Secret" (Inst.)                       |                                        | Park Se-joon, Woo Ji-hoon              |                                        | 3:52                                   |
| Tổng thời lượng:                       | Tổng thời lượng:                       | Tổng thời lượng:                       | Tổng thời lượng:                       | Tổng thời lượng:                       | 7:44                                   |

### Phần 2
| Phát hành vào ngày 4 tháng 9 năm 2020 | Phát hành vào ngày 4 tháng 9 năm 2020 | Phát hành vào ngày 4 tháng 9 năm 2020 | Phát hành vào ngày 4 tháng 9 năm 2020              | Phát hành vào ngày 4 tháng 9 năm 2020 | Phát hành vào ngày 4 tháng 9 năm 2020 |
| STT                                   | Nhan đề                               | Phổ lời                               | Phổ nhạc                                           | Nghệ sĩ                               | Thời lượng                            |
| ------------------------------------- | ------------------------------------- | ------------------------------------- | -------------------------------------------------- | ------------------------------------- | ------------------------------------- |
| 1.                                    | "Whenever Wherever Whatever"          | Han Kyung-soo (ARTMATIC)              | Han Kyung-soo (ARTMATIC), Kiss Me Joy, Choi Min-ju | Ben                                   | 3:56                                  |
| 2.                                    | "Whenever Wherever Whatever" (Inst.)  |                                       | Han Kyung-soo (ARTMATIC), Kiss Me Joy, Choi Min-ju |                                       | 3:56                                  |
| Tổng thời lượng:                      | Tổng thời lượng:                      | Tổng thời lượng:                      | Tổng thời lượng:                                   | Tổng thời lượng:                      | 7:48                                  |

## Tỷ lệ người xem
- Trong bảng dưới đây, số màu xanh đại diện cho tỷ lệ người xem thấp nhất và số màu đỏ đại diện cho tỷ lệ người xem cao nhất.

| Tập        | Phần       | Ngày phát sóng       | Tỷ lệ người xem trung bình (AGB Nielsen) | Tỷ lệ người xem trung bình (AGB Nielsen) |
| Tập        | Phần       | Ngày phát sóng       | Toàn quốc                                | Seoul                                    |
| ---------- | ---------- | -------------------- | ---------------------------------------- | ---------------------------------------- |
| 1          | 1          | 28 tháng 8 năm 2020  | 4.1%                                     | —                                        |
| 1          | 2          | 28 tháng 8 năm 2020  | 6.1%                                     | 6.3%                                     |
| 2          | 1          | 29 tháng 8 năm 2020  | 6.4%                                     | 7.0%                                     |
| 2          | 2          | 29 tháng 8 năm 2020  | 9.2%                                     | 10.2%                                    |
| 3          | 1          | 4 tháng 9 năm 2020   | 7.2%                                     | 9.8%                                     |
| 3          | 2          | 4 tháng 9 năm 2020   | 8.4%                                     | 9.6%                                     |
| 4          | 1          | 5 tháng 9 năm 2020   | 8.7%                                     | 9.6%                                     |
| 4          | 2          | 5 tháng 9 năm 2020   | 10.6%                                    | 11.4%                                    |
| 5          | 1          | 11 tháng 9 năm 2020  | 6.8%                                     | 7.4%                                     |
| 5          | 2          | 11 tháng 9 năm 2020  | 8.1%                                     | 8.5%                                     |
| 6          | 1          | 12 tháng 9 năm 2020  | 8.0% (9th)                               |                                          |
| 6          | 2          | 12 tháng 9 năm 2020  | 9.9% (4th)                               |                                          |
| 7          | 1          | 18 tháng 9 năm 2020  | 7.4%                                     |                                          |
| 7          | 2          | 18 tháng 9 năm 2020  | 8.6%                                     |                                          |
| 8          | 1          | 19 tháng 9 năm 2020  | 7.4%                                     |                                          |
| 8          | 2          | 19 tháng 9 năm 2020  | 9.6%                                     |                                          |
| 9          | 1          | 25 tháng 9 năm 2020  | 6.0%                                     |                                          |
| 9          | 2          | 25 tháng 9 năm 2020  | 7.0%                                     |                                          |
| 10         | 1          | 26 tháng 9 năm 2020  | 7.0%                                     |                                          |
| 10         | 2          | 26 tháng 9 năm 2020  | 8.7%                                     |                                          |
| 11         | 1          | 2 tháng 10 năm 2020  | 6.0%                                     |                                          |
| 11         | 2          | 2 tháng 10 năm 2020  | 7.6%                                     |                                          |
| 12         | 1          | 3 tháng 10 năm 2020  | 7.2%                                     |                                          |
| 12         | 2          | 3 tháng 10 năm 2020  | 8.5%                                     |                                          |
| 13         | 1          | 9 tháng 10 năm 2020  | 6.4%                                     |                                          |
| 13         | 2          | 9 tháng 10 năm 2020  | 7.4%                                     |                                          |
| 14         | 1          | 10 tháng 10 năm 2020 | 6.1%                                     |                                          |
| 14         | 2          | 10 tháng 10 năm 2020 | 8.6%                                     |                                          |
| 15         | 1          | 16 tháng 10 năm 2020 | 5.9%                                     |                                          |
| 15         | 2          | 16 tháng 10 năm 2020 | 7.0%                                     |                                          |
| 16         | 1          | 17 tháng 10 năm 2020 | 7.0%                                     |                                          |
| 16         | 2          | 17 tháng 10 năm 2020 | 9.1%                                     |                                          |
| Trung bình | Trung bình | Trung bình           | %                                        | %                                        |